# Songs: Ohia/Glen Hansard
Songs: Ohia/Glen Hansard är en split-7" av Songs: Ohia och Glen Hansard, utgiven 2000. Skivan var limiterad till 500 exemplar.

## Låtlista
1. "Fade Street" (Songs: Ohia)
2. "A Caution to the Birds" (Glen Hansard)